# Tomislavgrad

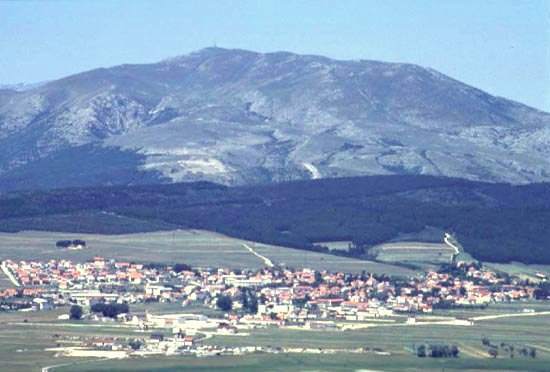
Tomislavgrad

Tomislavgrad (în sârbă: Томиславград, pronunțat [tǒmislaʋgrâːd]) cunoscut și sub numele său anterior Duvno (în sârbă: Дувно, pronunțat pronunțat [dǔːʋno]) este un oraș și o comună din Cantonul 10 al Federației Bosniei și Herțegovinei, o entitate din statul modern Bosnia și Herțegovina. Se află în principal într-o zonă a regiunii istorice și geografice Tropolje. Conform recensământului din 2013, a avut o populație de 33.032 locuitori.
În epoca romană a fost cunoscut sub numele de Delminium. În timpul Evului Mediu, când a facut parte din Regatele Croației și al Bosniei, orașul a fost cunoscut sub numele de Županjac, nume care a rămas până în 1928, când a fost schimbat în Tomislavgrad. În 1945, numele orașului a fost din nou schimbat în Duvno, iar în 1990, a fost redenumit iar ca Tomislavgrad.

## Nume
Numele orașului înseamnă literalmente „orașul Tomislav”. Numele a fost schimbat din Županjac în Tomislavgrad în 1928 de către regele Alexandru I al Iugoslaviei în onoarea fiului său prințul Tomislav și, de asemenea în memoria lui Tomislav, primul rege al Regatului Croației, care a fost încoronat în zonă. Numele a fost schimbat în Duvno după al doilea război mondial de către autoritățile comuniste iugoslave. În 1990 orașul a fost redenumit din nou ca Tomislavgrad. Totuși, printre locuitorii Bosniei și Herțegovinei, localnicii sunt adesea denumiți Duvnjaci („Duvniaci”), iar orașul este adesea numit Duvno. De asemenea, orașul este uneori denumit pur și simplu „Tomislav”. Eparhia catolică din acea zonă este încă numită Mostar-Duvno. 
În timpul Imperiului Roman, orașul a fost numit Delminium și în perioada medievală în Regatul Croației și Regatul Bosniei a fost numit Županjac. În timpul ocupației Imperiului Otoman, a fost numit Županj-potok și în timpul ocupației Austro-Ungariei, Županjac.

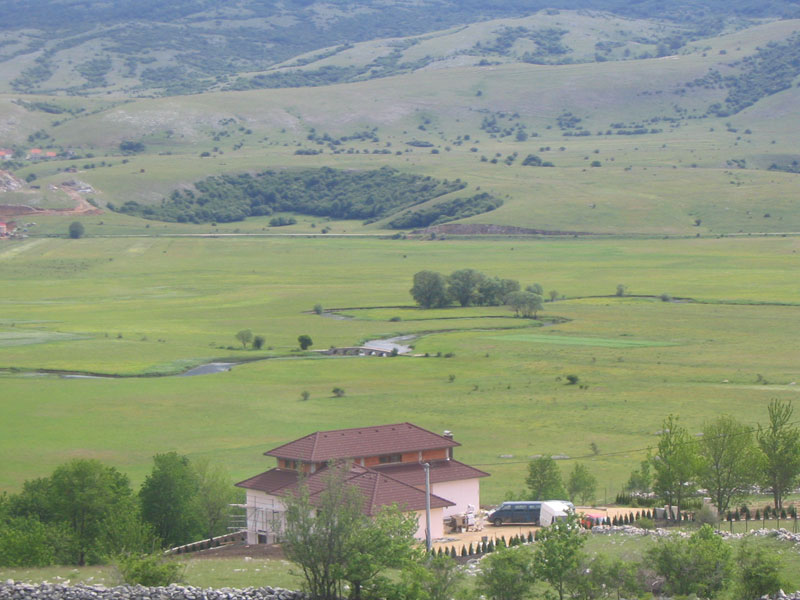
Câmpia Duvno

## Localizare
De la Tomislavgrad până la sediul cantonului Livno este o distanță de 38 de kilometri. Până la Mostar sunt 88 de kilometri și până la Sarajevo sunt 162 de kilometri.

## Demografie

### Populația
| Populația așezărilor – comuna Tomislavgrad | Populația așezărilor – comuna Tomislavgrad | Populația așezărilor – comuna Tomislavgrad | Populația așezărilor – comuna Tomislavgrad | Populația așezărilor – comuna Tomislavgrad | Populația așezărilor – comuna Tomislavgrad | Populația așezărilor – comuna Tomislavgrad |
| ------------------------------------------ | ------------------------------------------ | ------------------------------------------ | ------------------------------------------ | ------------------------------------------ | ------------------------------------------ | ------------------------------------------ |
|                                            | Așezare                                    | 1961                                       | 1971                                       | 1981                                       | 1991                                       | 2013                                       |
|                                            | Total                                      | 33,046                                     | 33,135                                     | 30,666                                     | 30,009                                     | 33,032                                     |
| 1                                          | Blažuj                                     |                                            |                                            |                                            | 325                                        | 332                                        |
| 2                                          | Bobara                                     |                                            |                                            |                                            |                                            | 236                                        |
| 3                                          | Bogdašić                                   |                                            |                                            |                                            | 404                                        | 346                                        |
| 4                                          | Borčani                                    |                                            |                                            |                                            | 759                                        | 828                                        |
| 5                                          | Bukova Gora                                |                                            |                                            |                                            | 205                                        | 311                                        |
| 6                                          | Bukovica                                   |                                            |                                            |                                            | 962                                        | 892                                        |
| 7                                          | Ćavarov Stan                               |                                            |                                            |                                            | 66                                         | 343                                        |
| 8                                          | Cebara                                     |                                            |                                            |                                            | 139                                        | 222                                        |
| 9                                          | Crvenice                                   |                                            |                                            |                                            | 773                                        | 997                                        |
| 10                                         | Dobrići                                    |                                            |                                            |                                            | 481                                        | 446                                        |
| 11                                         | Donji Brišnik                              |                                            |                                            |                                            | 866                                        | 790                                        |
| 12                                         | Eminovo Selo                               |                                            |                                            |                                            | 674                                        | 595                                        |
| 13                                         | Galečić                                    |                                            |                                            |                                            | 280                                        | 279                                        |
| 14                                         | Grabovica                                  |                                            |                                            |                                            | 350                                        | 543                                        |
| 15                                         | Jošanica                                   |                                            |                                            |                                            | 216                                        | 214                                        |
| 16                                         | Kazaginac                                  |                                            |                                            |                                            | 301                                        | 277                                        |
| 17                                         | Kolo                                       |                                            |                                            |                                            | 636                                        | 998                                        |
| 18                                         | Kongora                                    |                                            |                                            |                                            | 866                                        | 862                                        |
| 19                                         | Korita                                     |                                            |                                            |                                            | 179                                        | 200                                        |
| 20                                         | Kovači                                     |                                            |                                            |                                            | 366                                        | 352                                        |
| 21                                         | Kuk                                        |                                            |                                            |                                            | 207                                        | 232                                        |
| 22                                         | Letka                                      |                                            |                                            |                                            | 701                                        | 551                                        |
| 23                                         | Lipa                                       |                                            |                                            |                                            | 349                                        | 276                                        |
| 24                                         | Liskovača                                  |                                            |                                            |                                            | 201                                        | 248                                        |
| 25                                         | Lug                                        |                                            |                                            |                                            | 266                                        | 243                                        |
| 26                                         | Mandino Selo                               |                                            |                                            |                                            | 453                                        | 449                                        |
| 27                                         | Mesihovina                                 |                                            |                                            |                                            | 964                                        | 978                                        |
| 28                                         | Mijakovo Polje                             |                                            |                                            |                                            | 184                                        | 232                                        |
| 29                                         | Mokronoge                                  |                                            |                                            |                                            | 550                                        | 548                                        |
| 30                                         | Mrkodol                                    |                                            |                                            |                                            | 1,091                                      | 999                                        |
| 31                                         | Omerovići                                  |                                            |                                            |                                            | 321                                        | 242                                        |
| 32                                         | Omolje                                     |                                            |                                            |                                            | 670                                        | 656                                        |
| 33                                         | Oplećani                                   |                                            |                                            |                                            | 424                                        | 376                                        |
| 34                                         | Pasić                                      |                                            |                                            |                                            | 150                                        | 250                                        |
| 35                                         | Prisoje                                    |                                            |                                            |                                            | 1,150                                      | 1,107                                      |
| 36                                         | Rašeljke                                   |                                            |                                            |                                            | 430                                        | 383                                        |
| 37                                         | Roško Polje                                |                                            |                                            |                                            | 1,158                                      | 1,000                                      |
| 38                                         | Sarajlije                                  |                                            |                                            |                                            | 413                                        | 460                                        |
| 39                                         | Seonica                                    |                                            |                                            |                                            | 395                                        | 421                                        |
| 40                                         | Srđani                                     |                                            |                                            |                                            | 284                                        | 325                                        |
| 41                                         | Stipanjići                                 |                                            |                                            |                                            | 1,249                                      | 1,167                                      |
| 42                                         | Šuica                                      |                                            |                                            |                                            | 1,446                                      | 1,758                                      |
| 43                                         | Tomislavgrad                               | 1,986                                      | 3,265                                      | 4,231                                      | 5,012                                      | 5,760                                      |
| 44                                         | Vedašić                                    |                                            |                                            |                                            | 658                                        | 547                                        |
| 45                                         | Vinica                                     |                                            |                                            |                                            | 412                                        | 718                                        |
| 46                                         | Vojkovići                                  |                                            |                                            |                                            | 337                                        | 288                                        |
| 47                                         | Vrilo                                      |                                            |                                            |                                            | 169                                        | 349                                        |

### Compoziție etnică
|              | 2013           | 1991           | 1981           | 1971           | 1961           |
| Total        | 5.760 (100,0%) | 5.012 (100,0%) | 4.231 (100,0%) | 3.265 (100,0%) | 1.986 (100,0%) |
| Croați       | 4.575 (81,89%) | 3.164 (63,13%) | 2.528 (59,75%) | 1.809 (55,41%) | 1.032 (51,96%) |
| Bosniaci     | 955 (17,09%)   | 1.472 (29,37%) | 1.248 (29,50%) | 1.167 (35,74%) | 637 (32,07%)   |
| Neafiliați   | 21 (0,376%)    |                |                |                |                |
| Sârbi        | 16 (0,286%)    | 219 (4.370%)   | 214 (5.058%)   | 241 (7.381%)   | 246 (12,39%)   |
| Albanezi     | 11 (0,197%)    |                | 25 (0,591%)    | 4 (0,123%)     | 4 (0,201%)     |
| Alții        | 6 (0,107%)     | 62 (1.237%)    | 13 (0,307%)    | 22 (0,674%)    | 7 (0,352%)     |
| Muntenegreni | 2 (0,036%)     |                | 2 (0,047%)     | 6 (0,184%)     | 5 (0,252%)     |
| Necunoscut   | 1 (0,018%)     |                |                |                |                |
| Iugoslavi    |                | 95 (1,895%)    | 201 (4.751%)   | 16 (0,490%)    | 55 (2.769%)    |

|              | 2013            | 1991            | 1981            | 1971            | 1961            |
| Total        | 33.032 (100,0%) | 30.009 (100,0%) | 30.666 (100,0%) | 33.135 (100,0%) | 33.046 (100,0%) |
| Croați       | 29.006 (91,81%) | 25.976 (86,56%) | 26.712 (87,11%) | 29.272 (88,34%) | 29.704 (89,89%) |
| Bosniaci     | 2.472 (7.824%)  | 3.148 (10,49%)  | 2.895 (9.440%)  | 2.760 (8.330%)  | 1.828 (5.532%)  |
| Necunoscut   | 40 (0,127%)     |                 |                 |                 |                 |
| Neafiliați   | 27 (0,085%)     |                 |                 |                 |                 |
| Sârbi        | 22 (0,070%)     | 576 (1.919%)    | 671 (2.188%)    | 970 (2.927%)    | 1.239 (3.749%)  |
| Albanezi     | 11 (0,035%)     |                 | 25 (0,082%)     | 5 (0,015%)      | 6 (0,018%)      |
| Alții        | 11 (0,035%)     | 202 (0,673%)    | 69 (0,225%)     | 65 (0,196%)     | 72 (0,218%)     |
| Muntenegreni | 2 (0,006%)      |                 | 9 (0,029%)      | 9 (0,027%)      | 14 (0,042%)     |
| Sloveni      | 1 (0,003%)      |                 | 3 (0,010%)      | 8 (0,024%)      | 4 (0,012%)      |
| Iugoslavi    |                 | 107 (0,357%)    | 280 (0,913%)    | 40 (0,121%)     | 177 (0,536%)    |
| Macedoneni   |                 |                 | 2 (0,007%)      | 6 (0,018%)      | 2 (0,006%)      |

## Istorie

### Cele mai vechi timpuri
Zona a fost locuită de tribul de iliri al dalmaților, iar Delminium a fost un oraș înființat de aceștia în locul în care se află în zilele noastre Tomislavgrad. Delminium a fost situat în locul unde se află bazilica romano-catolică de astăzi, numită după primul sfânt croat, Nikola Tavelić.
Zona Tomislavgrad a fost populată în anii 4000 î.Hr. - 2400 î.Hr., chiar înainte de sosirea ilirilor și, din acea perioadă, au rămas doar topoarele de piatră lustruită, ca dovadă că cineva a locuit aici. Epoca bronzului (1800 î.Hr - 800 î.Hr.) a lăsat, de asemenea, puține urme în Tomislavgrad. Colecția arheologică a mănăstirii din Široki Brijeg a avut puține obiecte găsite în zona Tomislavgrad din epoca bronzului: 34 de secere de bronz, 3 topoare și 2 sulițe. Aceste obiecte au fost găsite în Stipanjići și Lug lângă Tomislavgrad. Acestea au fost oferite colecției arheologice „fra Mijo Čuić și fra Stjepan Naletilić”. Mai târziu, părintele Vojislav Mikulić a găsit un topor de bronz în Letka pe care l-a oferit acestei colecții. Din păcate, colecția a fost distrusă în foc la sfârșitul celui de-al doilea război mondial. Doar o seceră și un topor au supraviețuit conflagrației. Cu toate acestea, această colecție a sugerat că populația din Tomislavgrad din acea perioadă au fost crescători de vite, fermieri și războinici.
Spre deosebire de predecesorii lor nedenumiți, ilirii au lăsat dovezi materiale din perioada lor. Pe versanții munților care înconjoară Tomislavgrad, ilirii au construit 36 de fortificații. Aceste forturi au servit ca turnuri de veghe sau forturi împotriva inamicului. Există, de asemenea, multe morminte de iliri, ceea ce semnifică că le-a păsat de morții lor. La fel ca forturile, mormintele datează din epoca bronzului și a fierului până la cucerirea romană a Delminium-ului (Tomislavgrad). În mormintele ilirilor morți, au fost găsite bijuterii și obiecte folosite pentru morți.
Alți locuitori, cu excepția ilirilor, au fost celții. Aceștia au adus o cultură superioară, meșteșuguri și, cel mai important, arme mai bune. Celții au fost însă repede asimilați de iliri, deoarece erau foarte puțini.
Pe măsură ce romanii au cucerit teritoriul tribului iliric Ardiaei, dalmații și uniunea lor tribală au fost ultimul bastion al libertății ilirice. Dalmații au atacat posturile romane de lângă Neretva, orașele comerciale grecești și tribul Daors care era în relații bune cu romanii. Ilirii și-au modernizat așezările în forturi puternice și și-au înconjurat capitala cu o coroană de forturi mai mici. Se presupune că, în acea perioadă, în Delminium au locuit 5.000 de dalmați.
În 167 î.Hr. forturile ilirice nu au putut opri legiunile romane și Roma a cucerit întreaga coastă adriatică la sud de Neretva; teritoriul Ardiei a fost, de asemenea, distrus. Primul conflict dintre dalmați și Roma a început în 156 î.Hr.. Consulii Gaius Marcius Figulus, apoi Publius Cornelius Scipio Nasica Corculum au cucerit și distrus Delminium; acesta din urmă a fost primit în triumf la Roma pentru această victorie. Lucrările scriitorilor din acea perioadă spun că Delminium a fost un „oraș mare”, aproape inaccesibil și inexpugnabil. Romanii au tras cu săgeți aprinse în casele din lemn, care apoi au incendiat tot orașul. După diferite răscoale conduse de dalmați și trei războaie cu Roma, teritoriul lor a fost cucerit definitiv în anul 9.

#### Perioada romană

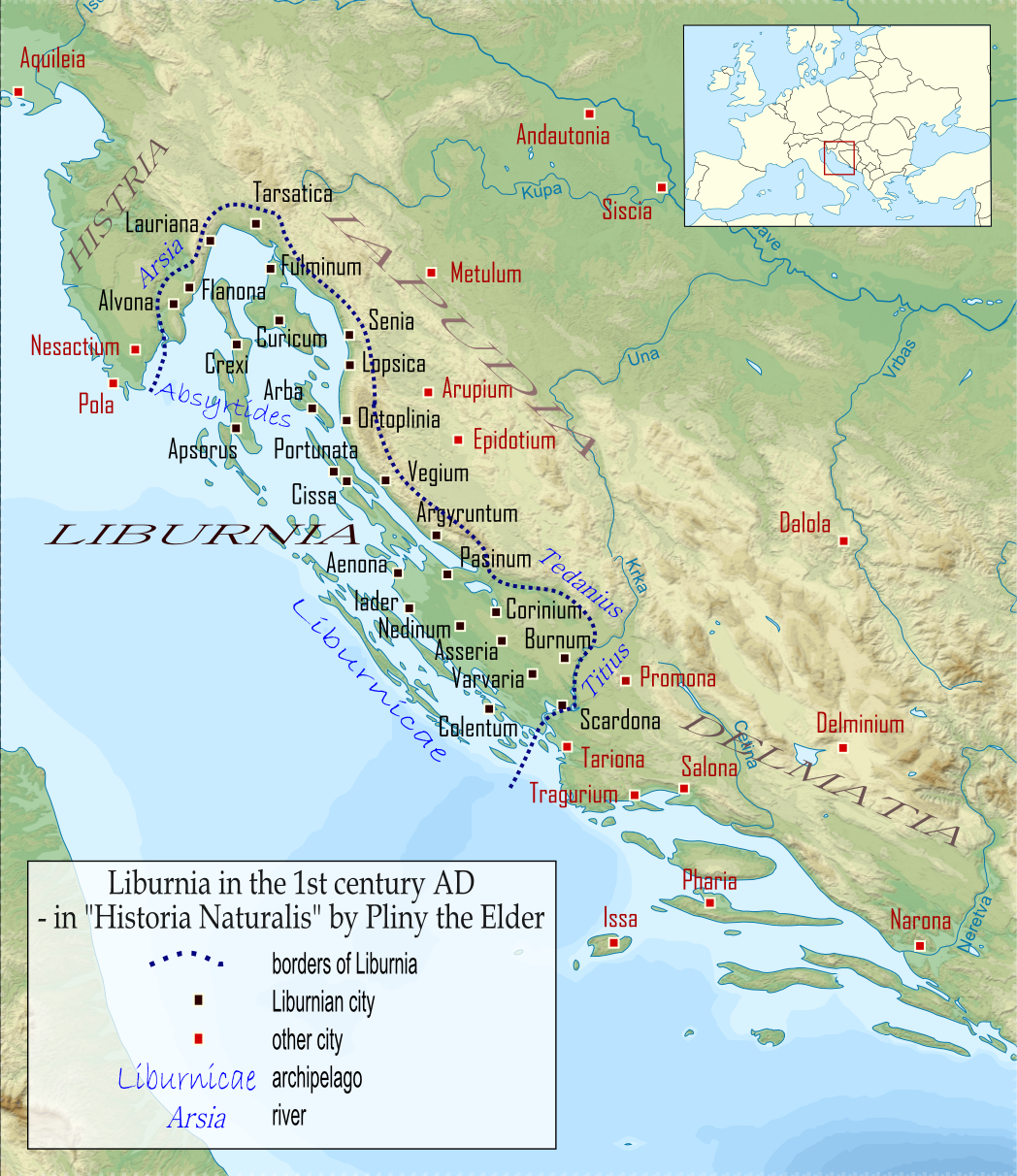
Localizarea orașului Delminium în secolul I

După cucerirea romană, au început să fie construite drumuri și poduri. Drumurile care duceau spre Balcani de pe coasta Adriaticii din Salona (Solin) și Narona (Vid lângă Metković) treceau prin Delminium (Tomislavgrad). Rămășițe ale acestora și ale altor drumuri romane încă există. Romanii și-au introdus cultura, limba, legislația și religia și în următorii 400 de ani, în Tomislavgrad a fost pace.
După ce romanii l-au învins pe dalmați, Tomislavgrad a fost aproape abandonat. A staționat acolo, pentru o perioadă, o trupă de soldați romani pentru a-i ține pe iliri sub control. Romanii au început să reconstruiască Delminium în 18 și 19 d.Hr., pe vremea împăratului Tiberius. În acea perioadă a fost construit centrul orașului, un forum roman. Acest forum a fost construit în locul bazilicii actuale a sfântului Nikola Tavelić.
În 1896, Fra Anđeo Nuć a descoperit diferite sculpturi ale zeităților păgâne romane, fragmente de sarcofage păgâne și fragmente de coloane ale bisericii creștine medievale. Dintre toate aceste descoperiri, cele mai importante sunt două monumente votive și altare dedicate zeiței Diana, un altar dedicat zeului nativ ilir Armatus și o placă votivă dedicată zeiței Libera (Proserpina). Mai târziu, s-a găsit și relieful zeiței Diana și un relief al Dianei și al lui Silvanus împreună. În plus, au fost găsite noi altare păgâne, fragmente de sarcofage, ceramică din lut, părți de coloane și alte descoperiri din epoca romană și medievală timpurie. Acest lucru a dus la concluzia că pe locul actualului cimitir catolic „Karaula” (care anterior a fost un post de frontieră militară otomană și post de pază) s-au aflat un sanctuar și un cimitir păgân roman și ilir.

### Evul Mediu
Croații au ajuns în această zonă în secolul al VII-lea, iar zona a fost redenumită Županjac. Zona din jurul Tomislavgradului a fost importantă în istoria croată în Evul Mediu timpuriu croat. Conform Cronicii Preotului din Doclea, cel mai important eveniment din această perioadă a fost prima adunare de nobili a Croației din anul 753. Prima curte croată a fost făcută la muntele Lib atunci când croații au ajuns în zona Duvno. În acea curte, ducele Budimir la găzduit pe trimisul Papei Ștefan al II-lea și pe cel al împăratului bizantin Constantin al V-lea.
S-au făcut pregătiri pentru Marea adunare a regatului și a bisericii. În această adunare, țara a fost împărțită în cele trei mari regiuni, cu mai multe provincii autonome, ale căror granițe au fost bazate pe cele din epoca romană. S-au stabilit administrația, impozitele și sistemul de justiție. Există o teorie acceptată conform căreia adunarea de încoronare a regelui Tomislav din anul 925 ar fi avut loc în această zonă.
Câmpia Duvno cu orașul Županjac a fost în stăpânirea regilor croați până în a doua jumătate a secolului al XIII-lea, când a ajuns în posesia familiei nobile Šubić. La sfârșitul secolului al XIII-lea și începutul secolului al XIV-lea, familia Šubić, cu aprobarea Papei Bonifaciu al VIII-lea, a fondat trei eparhii pe teritoriul Arhiepiscopiei Splitului: Eparhia Šibenik, Eparhia Makarska și Eparhia Duvno. Motivul pentru înființarea acelor eparhii a fost oprirea răspândirii Bisericii Bosniace și consolidarea influenței familiei Šubić în zonă. Sediul eparhiei din Duvno a fost Biserica Sfântul Ioan Botezătorul, situată în orașul Rog, lângă Roško Polje de astăzi. Episcopii din Duvno au servit ca ajutoare ale arhiepiscopului din Split sau au fost episcopi titulari.
Până în anii 1320, Duvno a făcut parte din Regatul Croației, când Ștefan al II-lea, Ban al Bosniei a luat pământul de la familia Šubić și l-a încorporat în Banatul Bosniei. Duvno a devenit parte a Tropolje, o provincie a Banatului Bosniei, împreună cu Livno și Glamoč. Cu toate acestea, populația de aici nu s-a identificat cu Regatul Bosniei. După ce regele Tvrtko I a dat teritoriul Zachlumiei din vestul râului Neretva regelui maghiar și croat Ludovic I în 1357, Duvno a devenit partea de sud-vest a regatului său din Croația.
O luptă a izbucnit în satul Kolo, din Duvno, în 1374, din cauza împărțirii loialității între regele bosniac și cel croato-ungar. Din acest motiv, Tvrtko a preluat satul și l-a dat familiei Semković din Usora, iar proprietatea asupra satului a fost confirmată de regele Dabiša în 1395. În 1404, regele Ostoja a dat Duvno și Glamoč ducelui Pavle Klešić. În 1444 sau mai devreme, Duvno a intrat în  posesia lui Stjepan Vukčić Kosača, ducele (Herceg) Ducatului Sfântului Sava în acel moment.

### Imperiul Otoman

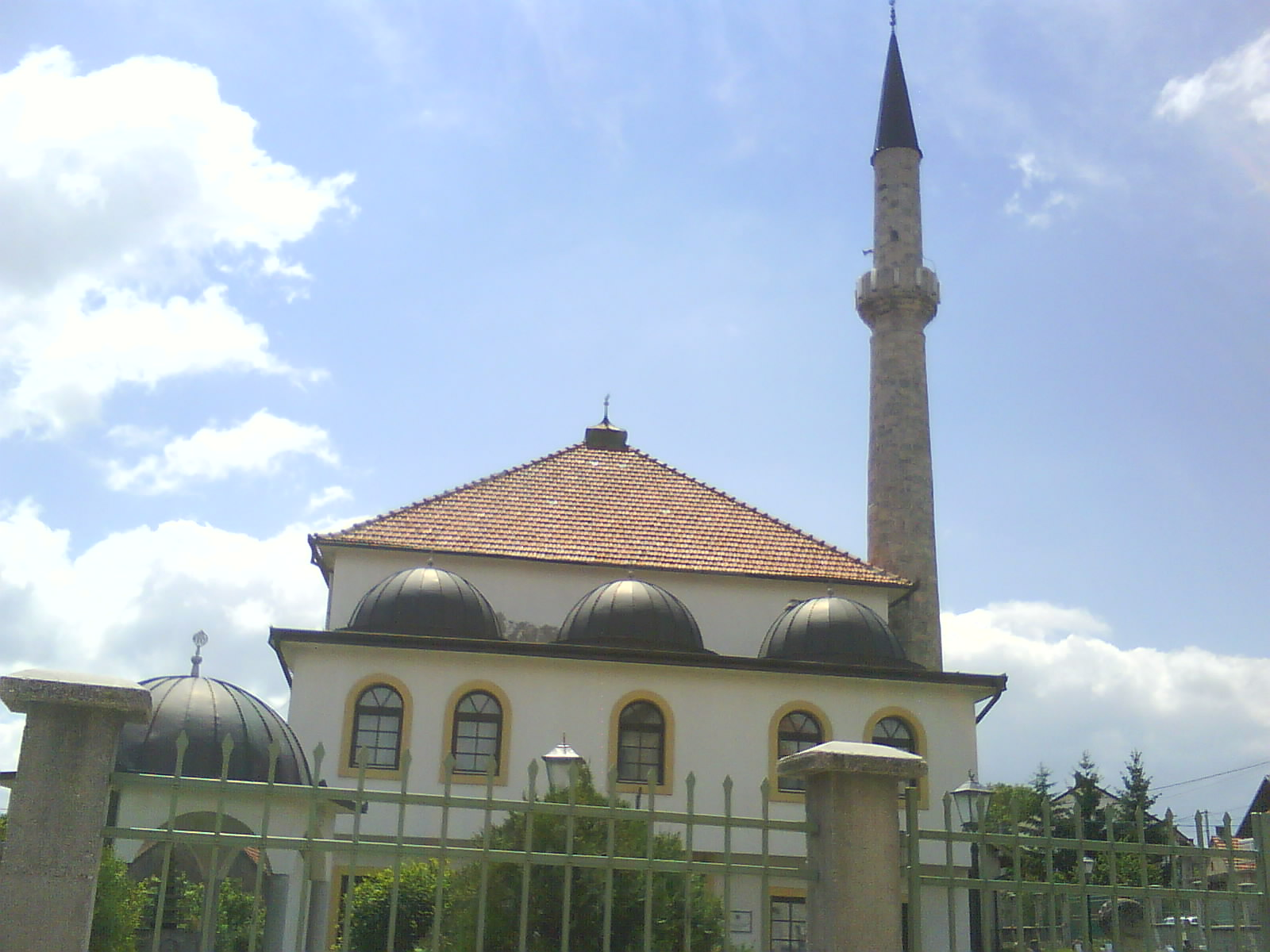
Moscheea Džudža Džafer din Tomislavgrad

Duvno a fost cucerit de otomani în 1477, care au înființat nahia din Duvno și l-au încorporat în Sangeacul Herțegovina. A devenit parte a kadilukului Foča. Cândva înainte de anul 1519, Duvno a fost încorporat în kadilukul Mostar. Pentru o perioadă scurtă între 1528 și 1537, Duvno a făcut parte din Sangeacul Bosnia, iar în această perioadă a făcut parte din kadilukul Neretva. A fost apoi din nou încorporat în Sangeacul Herțegovina și kadilukul Mostar.
La mijlocul secolului al XVI-lea, otomanii au fondat  qasaba Županj-Potok. În 1576 Duvno a devenit parte a kadilukului Imotski și a devenit un kadiluk pe cont propriu înainte de 1633. În a doua jumătate a secolului al XVII-lea, Duvno a fost parte a Sangeacului Klis, cu toate acestea, a fost în curând returnat Sangeacului Herțegovina. La începutul secolului al XVIII-lea, Duvno a devenit o căpitănie cu sediul în orașul Rog. Cu toate acestea, din motive de securitate, capitala a fost mutată în 1711 la Seddi Cedid, un fort construit în Županj-Potok.
Hamdija Kreševljaković a menționat un cartier numit Duvno la sfârșitul secolului al XVII-lea și, de asemenea, a afirmat că acest cartier a devenit kaza în primii ani ai secolului al XVIII-lea. La mijlocul secolului al XVII-lea, Evliya Çelebi, un renumit scriitor turc de literatură de călătorie, a declarat că Duvno „arată ca o grădină paradisiacă, face parte din Sangeacul Klis și are patru sute de case și o moschee impunătoare, multe moschei, un han, un hamam (o baie turcească) și zece magazine.” Duvno a rămas sub stăpânirea otomană până în 1878, când Austro-Ungaria a ocupat Bosnia și Herțegovina după Congresul de la Berlin.

### Austro-Ungaria
Întrucât teritoriul Bosniei și Herțegovinei nu a fost obiectul compromisului austro-ungar, nu a devenit parte a statului dual, ci a fost transferat administrației civile a ministerului general imperial al finanțelor; în același timp a fost numit un guvernator militar. Multă vreme, s-au observat focare de tulburări pe teritoriul ocupat.
Hamdija Kreševljaković a afirmat că în jurul anului 1791, un incendiu a izbucnit în Duvno. Au ars 75 de case. A avut loc o explozie în oraș praful de pușcă și orașul a fost avariat, dar a fost imediat reparat. Orașul a fost, de asemenea, în stare bună în 1878, după aceea a început să se deterioreze parțial.
Duvno a rămas parte a Austro-Ungariei până în 1918, la sfârșitul Primului Război Mondial, când Serbia, Muntenegru, Macedonia, Slovenia, Croația, Dalmația, Voivodina, Bosnia și Herțegovina se unesc în Regatul sârbilor, croaților și slovenilor.

### Regatul Iugoslaviei

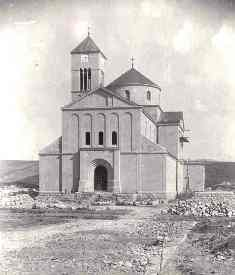
Bazilica Nikola Tavelić în anii 1920, când a fost numită bazilica Sfântul Chiril și Sfântul Metodiu

În 1925, Duvno a fost redenumit Tomislavgrad după primul rege croat Tomislav al Croației și după prințul regatului Iugoslaviei Tomislav Karađorđević.

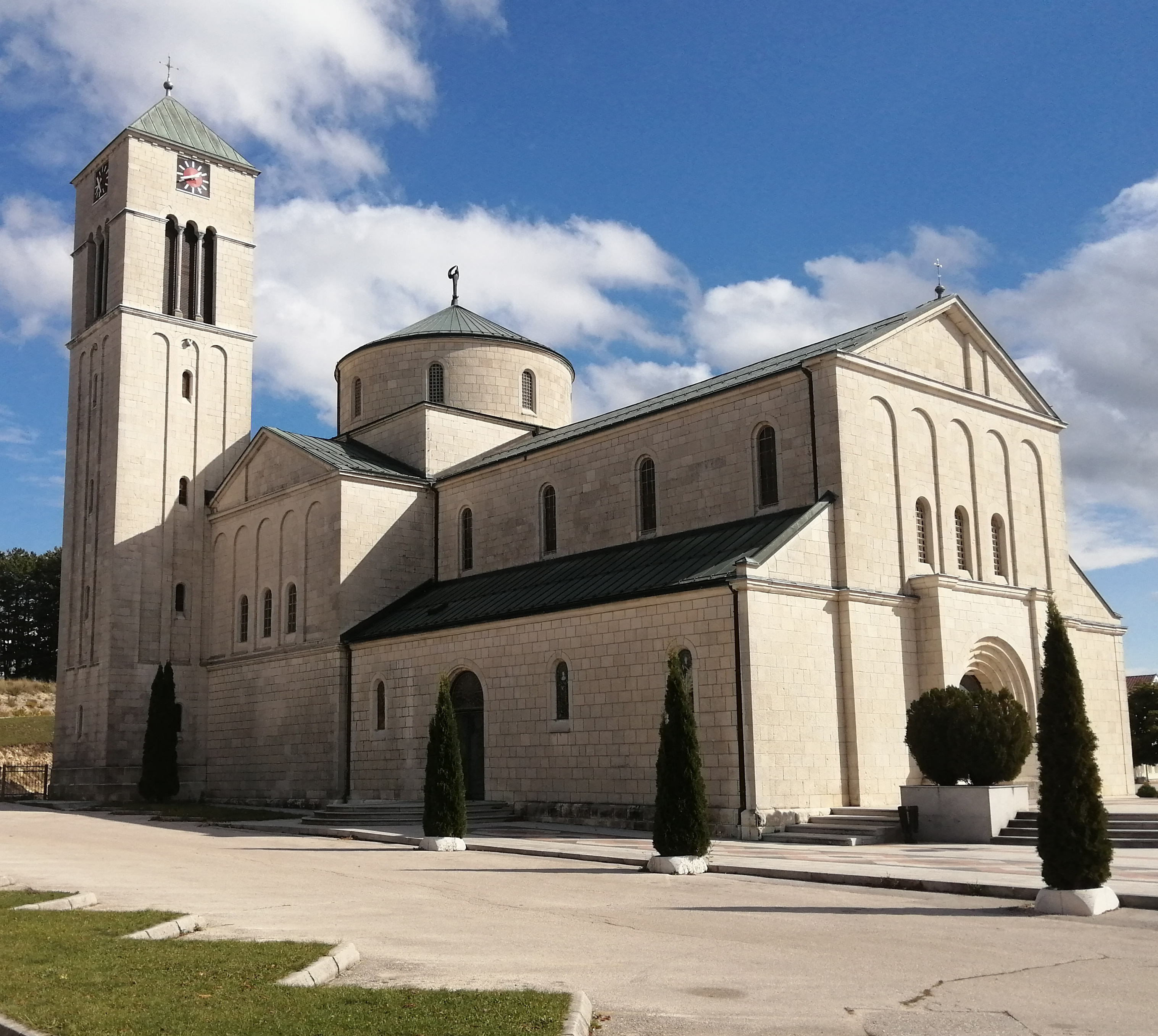
Bazilica Nikola Tavelić din Tomislavgrad

## Perioada contemporană
Duvno a fost redenumit din nou Tomislavgrad după războiul bosniac.

## Așezări
Comuna este formată din așezările: Baljci, Blažuj, Bogdašić, Borčani, Bukova Gora, Bukovica, Cebara, Crvenice, Ćavarov Stan, Dobrici, Donji Brišnik, Eminovo Selo, Galečić, Gornja Prisika, Gornji Brišnik, Grabovica, Jošanica, Kazaginac, Kolo, Kongora, Korita, Kovaci, Krnjin, Kuk, Letka, Lipa, Liskovača, Lug, Mandino Selo, Mesihovina, Mijakovo Polje, Mokronoge, Mrkodol, Omerovići, Omolje, Oplećani, Pašić, Podgaj, Prisoje, Radoši, Râșcani, Rašeljke, Rasko Polje, Renići, Rošnjače, Sarajlije, Seonica, Srđani, Stipanjići, Šuica, Tomislavgrad, Vedašić, Vinica, Vojkovići, Vranjače, Vrilo, Zaljiće, Zaljut și Zidine.

## Economie

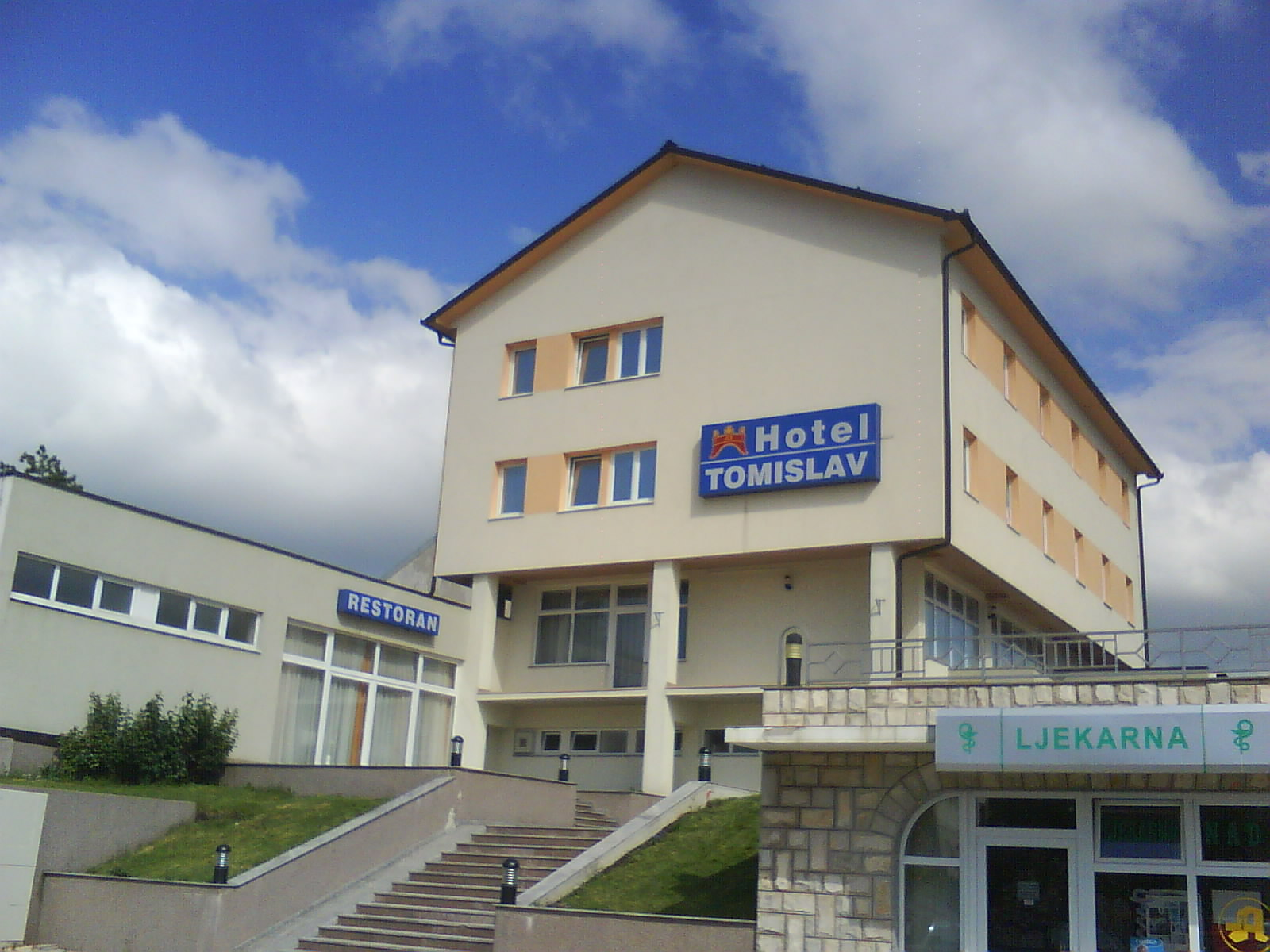
Hotelul Tomislav din Tomislavgrad

Tomislavgrad se află astăzi într-o situație economică foarte grea. Mulți oameni au emigrat din zonă în anii 1960 și 1970, dar mai ales în timpul războiului din anii 1990. Majoritatea s-au dus în Croația (în principal la Zagreb) sau în Europa de Vest (Germania) și Australia. Printre companiile active în oraș se numără câteva companii mari precum "Kapis Tomislavgrad", mall-ul "Prodex" și câteva companii de transport și de construcții.

## Monumente și cultură
În centrul orașului Tomislavgrad, se află un imens monument în cinstea regelui Tomislav. Monumentul a fost realizat de sculptorul Vinko Bagarić din Zagreb și a fost instalat în anii 1990, dar după războiul din Bosnia și Herțegovina.

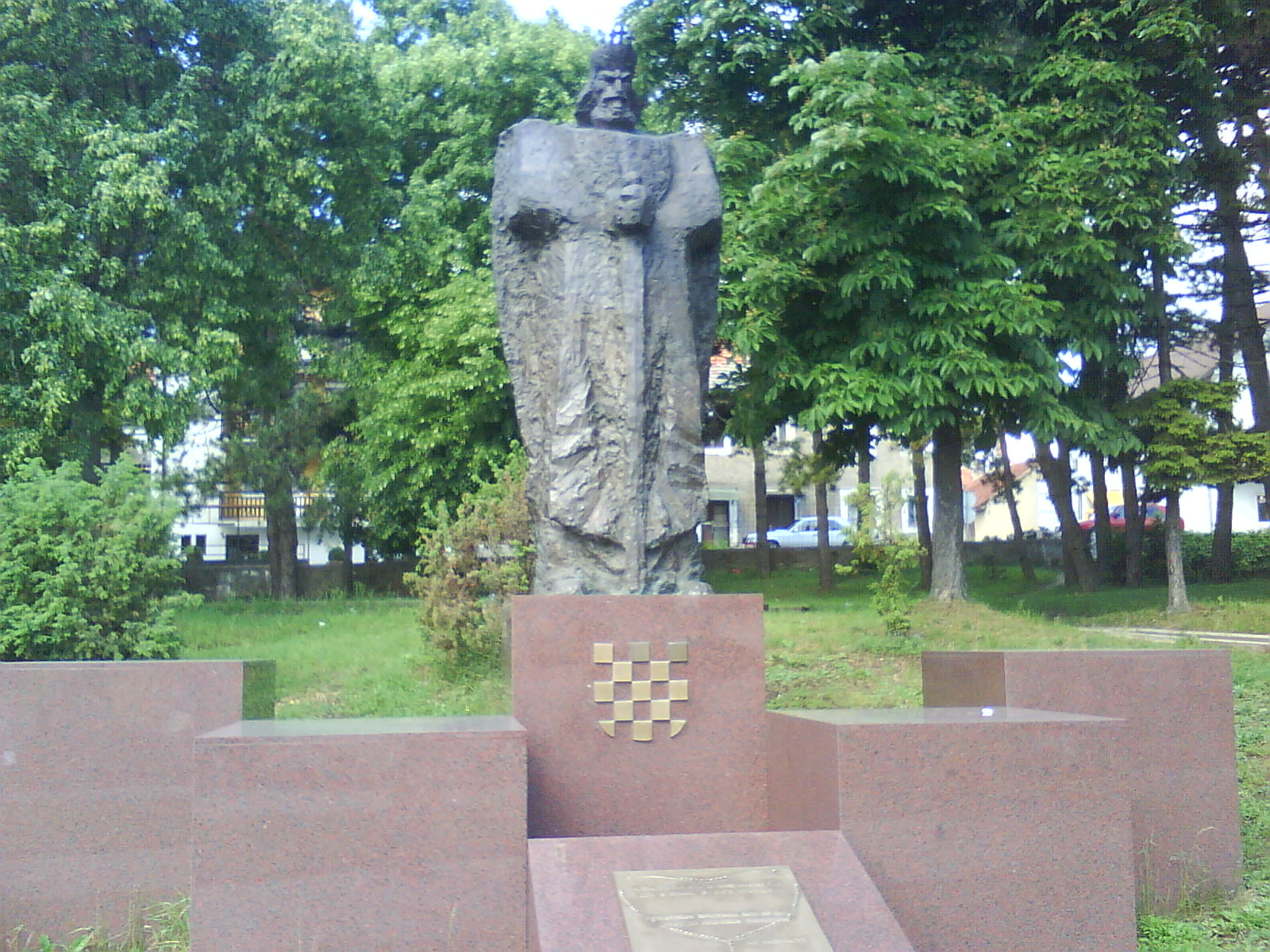
Monumentul regelui Tomislav

## Sport
Orașul găzduiește clubul de fotbal HNK Tomislav. Clubul joacă în liga secundă a Federației Bosnia și Herțegovina (Grupul Sud).
Clubul a fost fondat în 1920 sub numele de HNK Tomislav, deoarece în acel moment se pregătea sărbătorirea a 1000 de ani de la încoronarea regelui Tomislav. În 1925, HNK Tomislav a încetat să mai funcționeze și abia după ce și-a schimbat numele în Vran, a continuat să joace meciuri cu cluburi din așezările înconjurătoare (Livno, Široki Brijeg, Kupres). Înainte și în timpul celui de-al doilea război mondial, au fost jucate mult mai puține jocuri. În iunie 1946, și-a schimbat numele în FK Zvijezda. Zvijezda nu a jucat în nicio competiție până în 1952. Doi ani mai târziu, și-a schimbat din nou numele. Din 1946 a concura în Liga Sub-Federală Mostar. În 1963, s-a mutat pe stadionul Ferovac.

## Orașe gemene - orașe înfrățite
Tomislavgrad este înfrățit cu:
- Biograd na Moru, Croația
- Bjelovar, Croația
- Đakovo, Croația
- Jajce, Bosnia și Herțegovina
- Knin, Croația
- Nin, Croația
- Novska, Croația
- Solin, Croația